# البنك النرويجي
البنك النرويجي هو البنك المركزي في النرويج. بصرف النظر عن وجود مسؤوليات البنك المركزي التقليدية مثل الحفاظ على الاستقرار المالي واستقرار الأسعار، فإنه يدير صندوق المعاشات الحكومية في النرويج، وهو صندوق الاستقرار الذي قد يكون أكبر صندوق للثروة السيادية في العالم. الشفافية المحدودة لبعض صناديق الثروة السيادية تجعل من الصعب إجراء تقييمات دقيقة لأصولها الخاضعة للإدارة.
في 31 ديسمبر 2010، كان لدى البنك 590 موظف. يتم إجراء جميع تعيينات المجلس التنفيذي من قبل ملك النرويج، بعد قرار من مجلس الدولة. يشغل رئيس المجلس التنفيذي، أوستين أولسن، الذي يرأس البنك، منصب محافظ البنك المركزي بالنيابة. يقوم كل من المحافظ ونائب المحافظ بمهام التحدث في جميع أنحاء البلاد في عدد من المناسبات كل عام.

## روابط خارجية
- الموقع الرسمي: Norges Bank (بالنرويجية)
- الموقع الرسمي: Norges Bank (بالإنجليزية)